# 伊號第四十潛艦
伊号第四〇潜水艦是大日本帝国海軍伊四〇型潜水艦的一号艦，被决定以战時建造计划来建造。由佐世保海軍工廠进行建造，1943年9月18日竣工。

## 舰历
竣工後接受了3个月程度的训练，以横須賀为母港前往南太平洋去攻击敵軍战艦。11月19日前往急需补给的楚克岛根据地，11月22日从楚克岛出发，之后下落不明。1944年1月21日确定沉没，4月30日除籍。由于美军没有击沉该舰的记录，其沉没的原因可能是由于事故。没有特别的战果。潜水艦長渡边胜次少佐